# Acalypha alopecuroidea
Ortie pompon, Zouti bata
Espèce
Statut de conservation UICN

 LC  : Préoccupation mineure
Acalypha alopecuroidea, l’Ortie pompon ou « Zouti bata » (aux Antilles), est une espèce de plantes à fleurs de la famille des Euphorbiaceae.
L'origine de cette espèce s'étend du Mexique au Pérou, en passant par les Caraïbes. Il s'agit d'une plante annuelle ou d'un sous-arbrisseau qui pousse principalement dans le biome tropical à saisons sèches. Elle est utilisée comme médicament.

## Description
Herbe dressée à tiges poilues. Les feuilles sont ovales ou en losanges, crénelées et poilues. Les fleurs ont des bractées découpées, filiformes, regroupées en épis à l'aisselle des feuilles

## Répartition
Ce taxon se rencontre dans les pays suivants : Bahamas, Barbade, Belize, Bermudes, Colombie, Costa Rica, Cuba, Dominique, Grenade, Haïti, Honduras, Martinique, Mexique, Nicaragua, Panama, Porto Rico, Pérou, République dominicaine, Saint-Vincent-et-les-Grenadines, Sainte-Lucie, Salvador, Trinité-et-Tobago, Venezuela, Équateur, Îles Caïmans.

## Utilisation traditionnelle
Usage des feuilles pour : les infections et ulcères cutanés, rétention d'urine, maux d'estomac, douleurs des règles, ballonnements intestinaux.

## Liste des variétés
Selon GBIF (14 janvier 2025) :
- Acalypha alopecuroidea var. alopecuroidea
- Acalypha alopecuroidea var. glanduligera Klotzsch, 1853
- Acalypha alopecuroidea var. hispida Müll.Arg., 1865
- Acalypha alopecuroidea var. polycephala Müll.Arg., 1865

## Systématique
Le nom correct complet (avec auteur) de ce taxon est Acalypha alopecuroidea Jacq..
Acalypha alopecuroidea a pour synonymes :
- Acalypha alopecuroidea f. glanduligera (Klotzsch) Müll.Arg.
- Acalypha alopecuroidea f. polycephala Müll.Arg.
- Acalypha alopecuroidea subsp. glanduligera Klotzsch
- Acalypha alopecuroidea subsp. hispida Müll.Arg.
- Acalypha alopecuroides f. glanduligera (Klotzsch) Müll.Arg.
- Acalypha aristata Kunth
- Acalypha arvensis subsp. belangeri
- Acalypha arvensis subsp. genuina
- Acalypha arvensis subsp. pavoniana
- Acalypha orvensis Poepp. & Endl.
- Ricinocarpus alopecuroidea (Jacq.) Kuntze
- Ricinocarpus aristatus (Kunth) Kuntze